# たいようパン
たいようパン株式会社は、山形県東置賜郡高畠町に本社を置く製パン会社である。

## 概要
1948年5月17日に「置賜糧食加工株式会社」として発足し、1976年8月に現在の社名である「たいようパン株式会社」に変更。
開いたコッペパンにチョコレートを塗ったベタチョコというご当地パンを1964年より主に山形県内で販売している。また、山形県内の約100校の学校に給食パンの配給も行っている。
2021年に事業再生のため、旧たいようパンに5億7000万円の債務を残し、第二会社方式でパン事業と50人超の従業員を引き継いだ新たいようパンを設立した。旧会社は債務の一部を金融機関が放棄し、特別清算を申し立てる。

## 主な商品
- ベタチョコ
- 和ごころ
- 長〜いパン
- チーズカット
- みそパン
- 三角蒸しパン

また、直売所限定商品のパンが多く販売されている。